# Pedicia savtshenkoi
Pedicia (Pedicia) savtshenkoi là một loài ruồi trong họ Pediciidae. Chúng phân bố ở vùng sinh thái Palearctic.